# Психиатрический учёт
Психиатрический учёт — устаревшее юридическое понятие, означающее регулярное наблюдение за пациентом, контроль его состояния в амбулаторных психиатрических учреждениях (психоневрологических диспансерах, диспансерных отделениях и психиатрических кабинетах); при этом сам факт такого наблюдения часто приводил к социальным ограничениям.

## Советский период
Психиатрический учёт был введён в СССР приказом Минздрава СССР от 11 февраля 1964 года № 60 «Об обязательном учёте больных с впервые в жизни установленным диагнозом психического заболевания». С этого момента любое обращение к психиатру, сопряжённое с выставлением гражданину любого психиатрического диагноза, автоматически приводило к постановке на психиатрический учёт с сопутствующими социальными ограничениями.
Лица, состоящие на учёте, обязаны были регулярно показываться в диспансере; при этом возможность «сняться с учёта» почти отсутствовала:234. Имела место практика поголовного «взятия на учёт» всех лиц с нарушениями психической деятельности, попавших в поле зрения психиатра, независимо от их желания. Процент советских граждан, состоящих на учёте, со временем возрастал. Согласно данным, опубликованным в 2007 году, к 1987 году 10 миллионов человек в СССР находилось на учёте в психоневрологических диспансерах.
Факт пребывания на учёте часто приводил к социальным ограничениям и пожизненной стигме. По сравнению с другими гражданами человеку, состоящему на учёте, было труднее получить жильё и устроиться на работу; люди с психиатрическими диагнозами нередко лишались возможности учиться в вузах; они не могли получить водительских прав, поехать в санаторий, обменять квартиру и пр. Любая организация могла обратиться в диспансер с запросом о том, состоит ли человек на психиатрическом учёте, и в случае положительного ответа человек подвергался дискриминации. В частности, существовало понятие «нецелесообразность переписки»: психоневрологические диспансеры в нарушение всех норм врачебной этики сообщали без каких-либо ограничений, что гражданин состоит на учёте в диспансере и, следовательно, переписка с ним в ответ на его жалобы нецелесообразна.

## Российский период
В начале 1990-х годов понятие «психиатрический учёт» в РФ было официально отменено. Так, введённый в действие с 1 января 1993 года Закон РФ «О психиатрической помощи и гарантиях прав граждан при её оказании» психиатрического учёта не предусматривает. Приказом Минздрава РФ от 11 января 1993 года № 6 «О некоторых вопросах деятельности психиатрической службы» приказ Минздрава СССР «Об обязательном учёте…» был признан не подлежащим применению на территории Российской Федерации. Задачами амбулаторных психиатрических учреждений были определены консультативно-лечебная психиатрическая помощь населению и диспансерное наблюдение больных.
Таким образом, вместо понятия «психиатрический учёт» в начале 1990-х годов в РФ были официально введены понятия «консультативно-лечебная помощь» и «диспансерное наблюдение». Соответственно, были выделены группа «консультативно-лечебной помощи» и группа «диспансерного наблюдения». Амбулаторные карты пациентов соответствующих групп обозначались на обложках крупными буквами «К» и «Д».
Согласно «Закону о психиатрической помощи…», амбулаторная психиатрическая помощь оказывается (за исключением диспансерного наблюдения) при добровольном обращении лица, страдающего психическим расстройством (пункт 2 статьи 26). По законодательству пациенты консультативно-лечебной группы посещают психоневрологический диспансер только по собственному желанию, а если они не обращаются за помощью на протяжении года, их карты сдаются в архив.
Понятие диспансерного наблюдения отличается от советского понятия психиатрического учёта тем, что речь идёт только о пациентах, нуждающихся в диспансерном наблюдении в данное время (психиатрический учёт был фактически пожизненным). Диспансерное наблюдение, по «Закону о психиатрической помощи…», «может устанавливаться за лицом, страдающим хроническим и затяжным психическим расстройством с тяжелыми стойкими или часто обостряющимися болезненными проявлениями». Оно устанавливается «независимо от согласия лица, страдающего психическим расстройством, или его законного представителя <…> и предполагает наблюдение за состоянием психического здоровья лица путём регулярных осмотров врачом-психиатром и оказание ему необходимой медицинской и социальной помощи» (пункт 3 статьи 26). Решает вопрос об установлении или прекращении диспансерного наблюдения комиссия врачей-психиатров; диспансерное наблюдение прекращается при выздоровлении либо при значительном и стойком улучшении психического здоровья лица. В случае прекращения диспансерного наблюдения история болезни («карточка») сохраняется в регистратуре, и человек всегда вправе обратиться к врачу за консультативной помощью.
Лицо, страдающее психическим расстройством, не может отказаться от установленного ему диспансерного наблюдения, однако по смыслу части 4 статьи 11 «Закона о психиатрической помощи…» такое лицо имеет право отказаться от назначенного или проводимого ему в рамках диспансерного наблюдения лечения. Диспансерное наблюдение влечёт за собой определённые ограничения для лиц с психическими расстройствами и может служить причиной отказа в выдаче разрешения на ношение оружия и/или выдаче водительских прав.
Хотя понятие «психиатрического учёта» продолжает использоваться в некоторых вновь принимаемых законодательных актах, в действительности это понятие в амбулаторных психиатрических учреждениях на территории России применяться не должно. Запросы на получение справок о том, состоит или нет гражданин на учёте в психиатрическом учреждении, лишены смысла и являются незаконными, как и выдача справок с указанием: «на учёте не состоит».
Согласно «Закону о психиатрической помощи…», ни одна организация и ни одно лицо не имеют права писать запросы о том, наблюдается ли человек в диспансере, а психиатрические учреждения не имеют права отвечать на такие запросы. Спрашивать об этом вправе лишь органы суда и следствия, а также медицинские учреждения, если информацию об этом необходимо получить для полноценного лечения или экспертизы. Другие организации могут лишь сделать запрос, может ли гражданин по состоянию своего здоровья выполнять ту или иную работу, и диспансер отвечает на этот вопрос («да» или «нет») вне зависимости от того, наблюдался ли этот гражданин в диспансере, и не предоставляет никаких сведений о диагнозе, который, как указано в статье 9 Закона, входит в понятие «медицинская тайна».
Необоснованным является и использование некоторыми российскими медицинскими учреждениями понятия «консультативный учёт» — например, в справках о том, что лицо «состоит на консультативном учёте». Словосочетание «консультативный учёт» лишено правового смысла, а содержание такой справки противоречит положениям «Закона о психиатрической помощи…». Между тем официальные лица, получающие ответ о нахождении гражданина на консультативном учёте, приходят к неверному выводу о том, что лицо состоит под диспансерным наблюдением со всеми вытекающими из этого негативными социально-правовыми последствиями.
Ведение консультативного «учёта» пациентов без их ведома и согласия при отсутствии предусмотренного законом либо иным нормативным правовым актом порядка постановки на такой «учёт» может приводить к серьёзным нарушениям прав граждан.